# Hřib (Boletus)
Hřib (Boletus Fr.) je rod hub z čeledi hřibovitých a řádu hřibotvarých.
Následující přehled znázorňuje taxonomické rozdělení rodu hřib (Boletus). V přehledu jsou uvedené i položky, které byly původně popsány (či dočasně klasifikovány) jako samostatný druh a později překlasifikovány na poddruh, varietu či formu jiného druhu. V takovém případě jsou uvedeny pod původním druhovým názvem s poznámkou o aktuálním zařazení a graficky začleněny pod nadřazený druh:
- rod hřib (Boletus)
  - sekce Edules (bělohřiby) - houbaři nazývané pravé hřiby
    - hřib smrkový (Boletus edulis)
      - hřib citronový (Boletus citrinus) [forma]
      - hřib březový (Boletus betulicolus) [forma]
      - hřib smrkový bílý (Boletus edulis f. albus) [forma]

    - hřib dubový (Boletus reticultus)
      - hřib habrový (Boletus carpinaceus) [forma]

    - hřib borový (Boletus pinophilus)
    - hřib bronzový (Boletus aereus)

  - sekce Appendiculati (žluté hřiby)
    - hřib přívěskatý (Boletus appendiculatus)
    - hřib královský (Boletus regius)
      - hřib královský zlatý (Boletus regius f. aureus) [forma]

    - hřib růžovník (Boletus fuscoroseus)
    - hřib hnědorůžový (Boletus speciosus)
    - hřib Fechtnerův (Boletus fechtneri)
    - hřib horský (Boletus subappendiculatus)

  - sekce Luridi (červené hřiby)
    - hřib koloděj (Boletus luridus)
      - hřib koloděj prvosenkový (Boletus luridus f. primulicolor) [forma]
      - hřib koloděj červený (Boletus luridus var. rubriceps) [varieta]
      - hřib rudomasý (Boletus erythroteron) [varieta]
      - hřib šumavský (Boletus gabretae)
      - hřib kavkazský (Boletus caucasicus) [poddruh]

    - hřib Moserův (Boletus rubrosanguineus)
    - hřib satan (Boletus satanas)
      - hřib hlohový (Boletus crataegi) [forma]

    - hřib satanovitý (Boletus satanoides)
    - hřib nachový (Boletus rhodoxanthus)
      - hřib zlatožlutý (Boletus chrysoxanthus) [forma]

    - hřib Le Galové (Boletus legaliae)
      - hřib Špinarův (Boletus spinarii) [forma]

    - hřib rudonachový (Boletus rhodopurpureus)
      - hřib žlutonachový (Boletus xanthopurpureus) [forma]

    - hřib zavalitý (Boletus torosus)
    - hřib proměnlivý (Boletus poikilochromus)
    - hřib sicilský (Boletus permagnificus)
    - hřib narůžovělý (Boletus pulchrotinctus)
    - hřib kolodějovitý (Boletus comptus)

  - sekce Erythropodes (vyčleněna ze sekce Luridi)
    - hřib kovář (Boletus luridiformis)
      - hřib žlutý (Boletus junquilleus) [varieta]
      - hřib kovář odbarvený (Boletus luridiformis var. discolor) [varieta]
      - hřib kovář červenohlavý (Boletus luridiformis var. rubropileus) [varieta]

    - hřib Quéletův (Boletus queletii)
    - hřib Dupainův (Boletus dupainii)
    - hřib vlčí (Boletus lupinus)

  - sekce Calopodes (hořké hřiby)
    - hřib Kluzákův (Boletus kluzakii)
    - hřib medotrpký (Boletus radicans)
    - hřib olivovožlutý (Boletus pachypus)
    - hřib kříšť (Boletus calopus)
      - (Boletus calopus f. ereticulatus) [forma]

  - sekce Subpruinosi
    - hřib modračka (Boletus pulverulentus)
    - hřib žlutokrvavý (Boletus flavosanguineus)

  - sekce Fragrantes
    - hřib vonný (Boletus fragrans)
    - hřib nádherný (Boletus spretus)

## Galerie

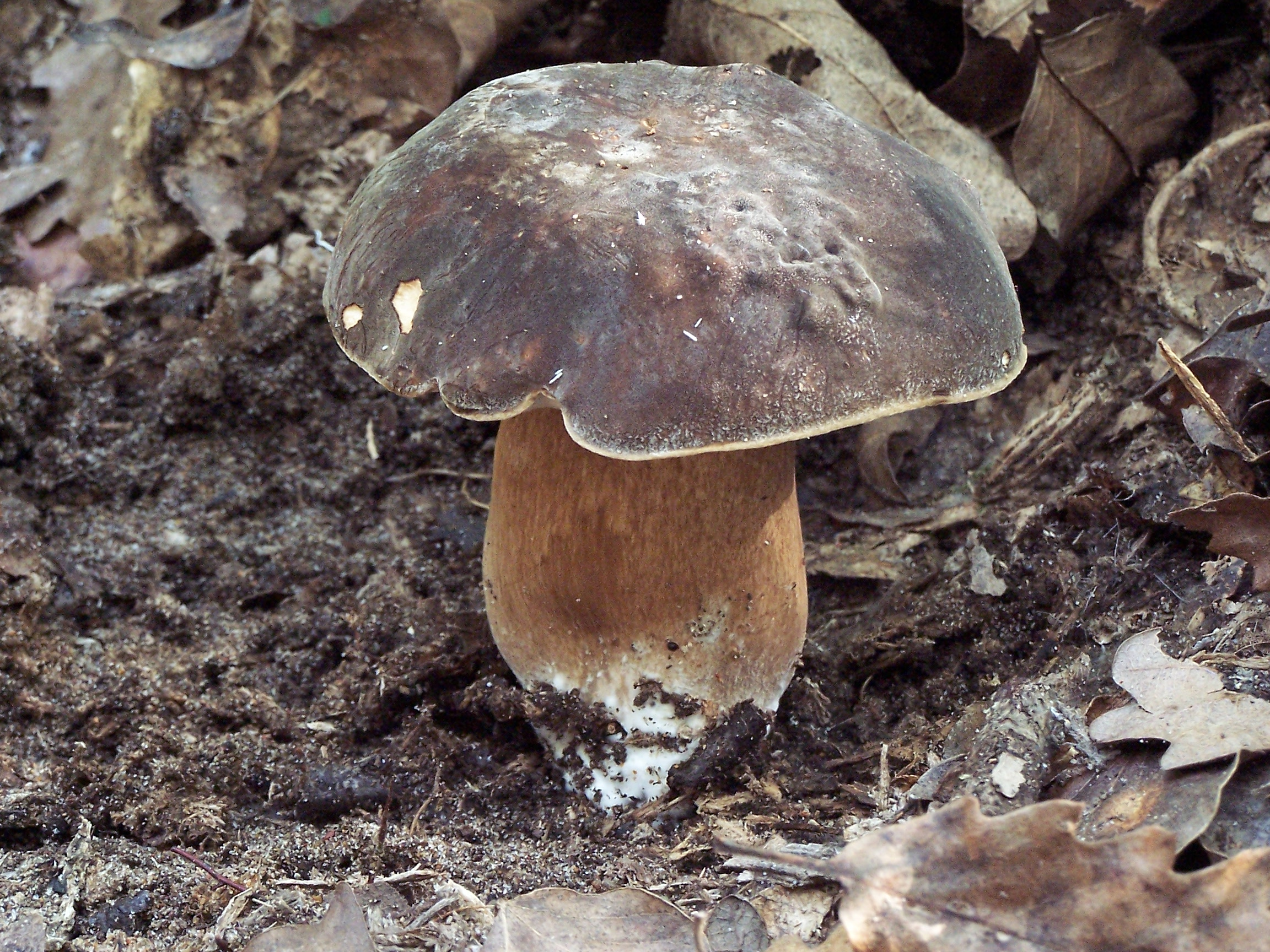
Hřib bronzový Boletus aereus
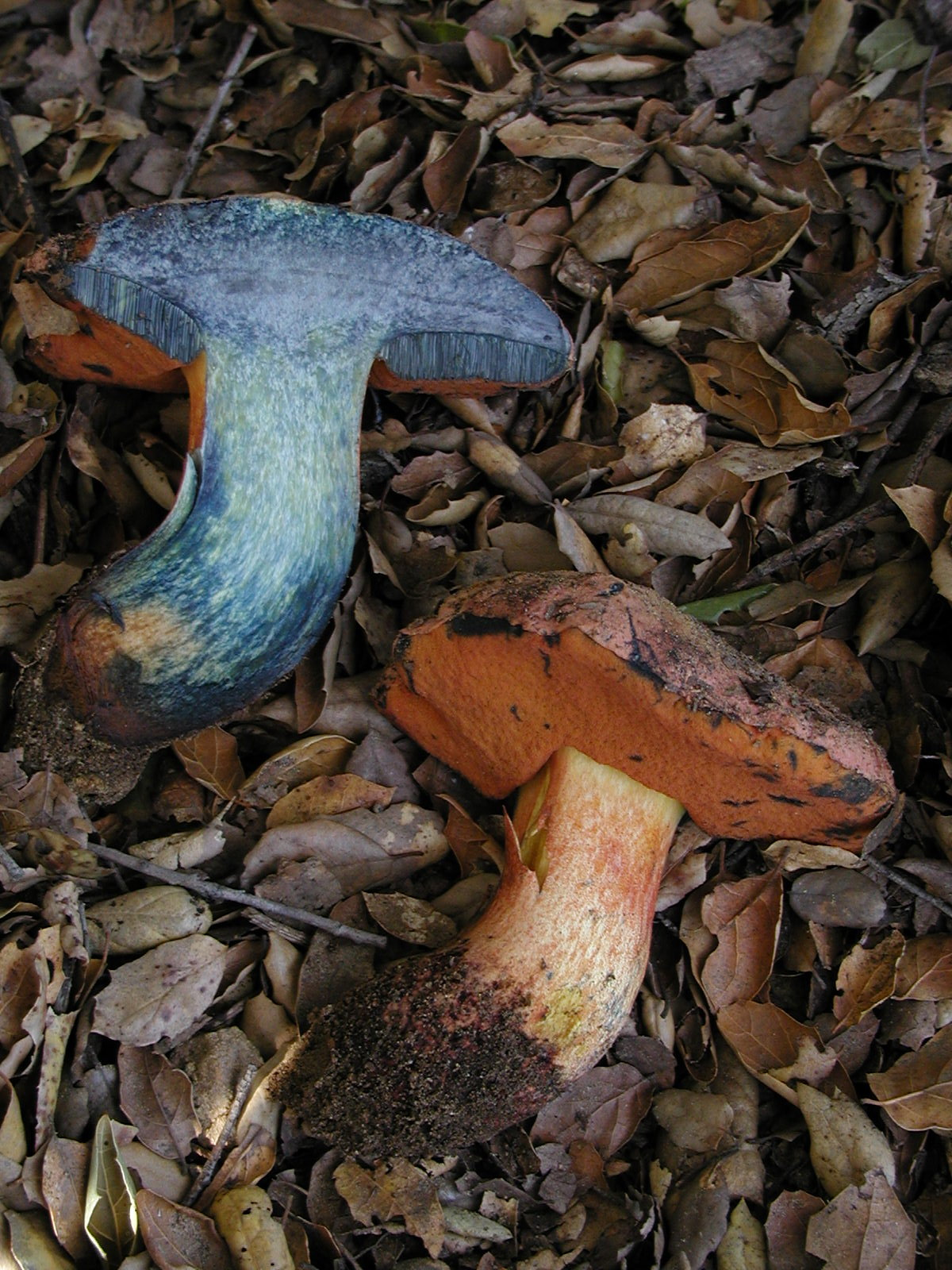
Boletus amygdalinus
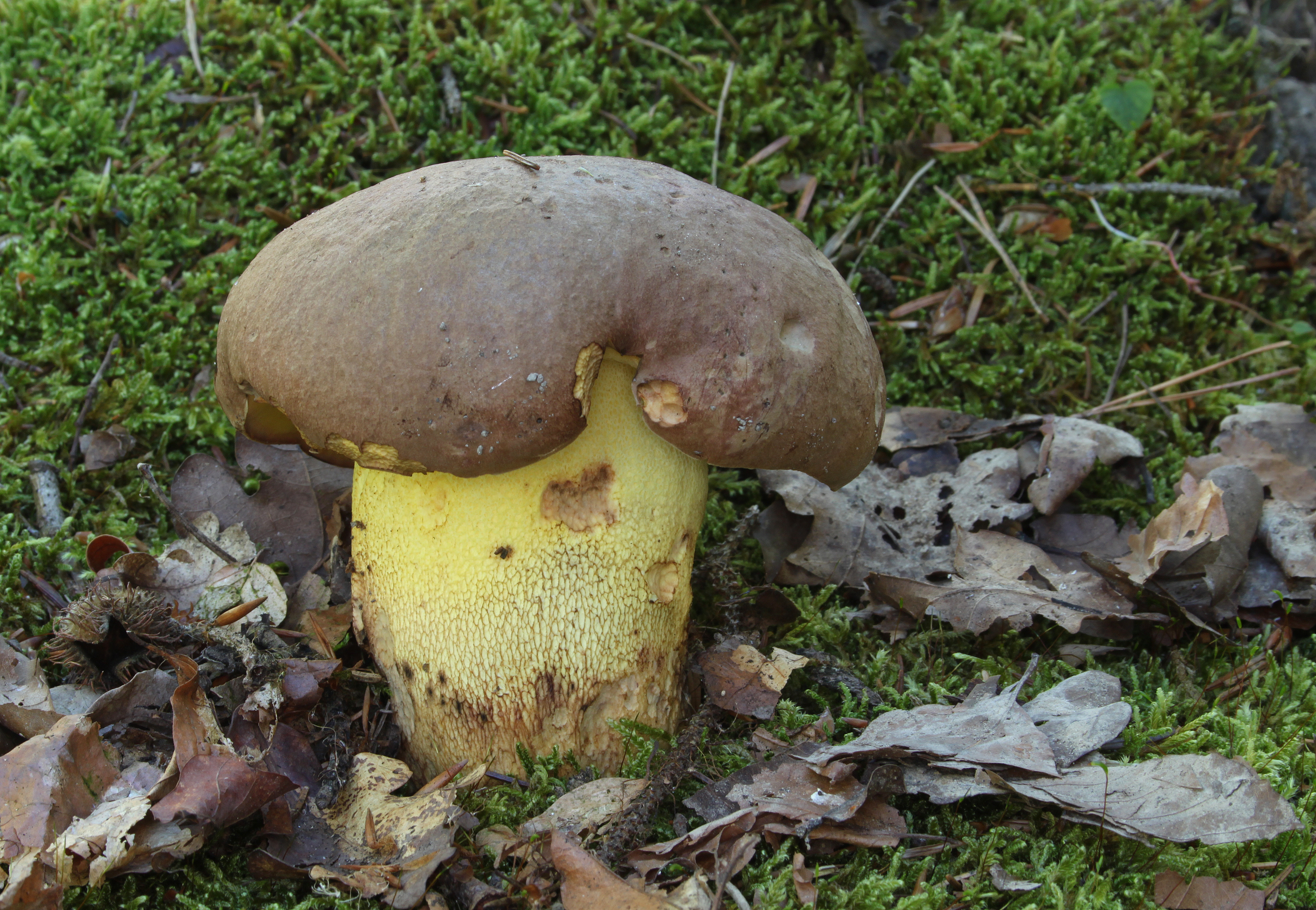
Hřib přívěskatý Boletus appendiculatus
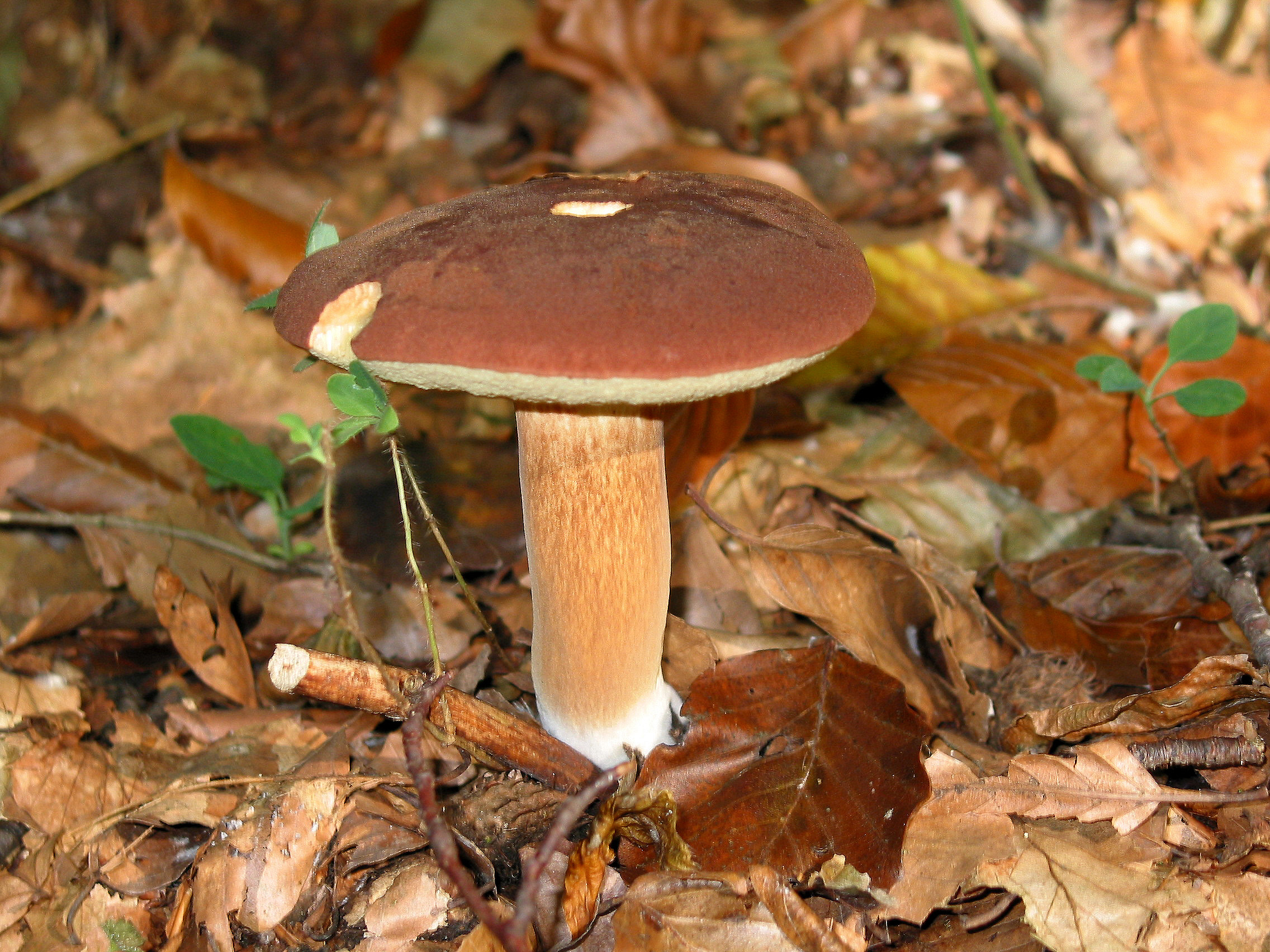
Hřib hnědý Boletus badius
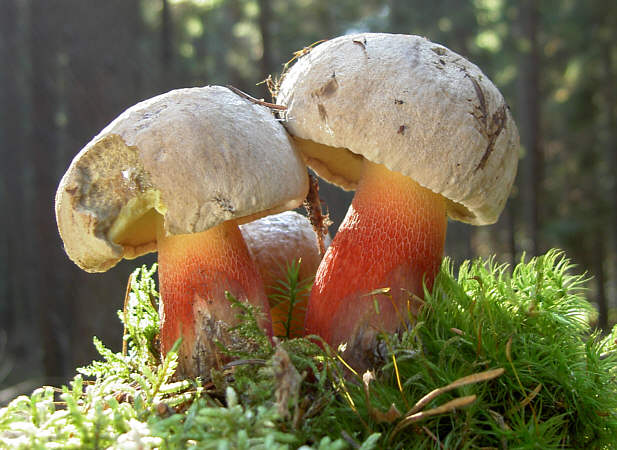
Hřib kříšť Boletus calopus
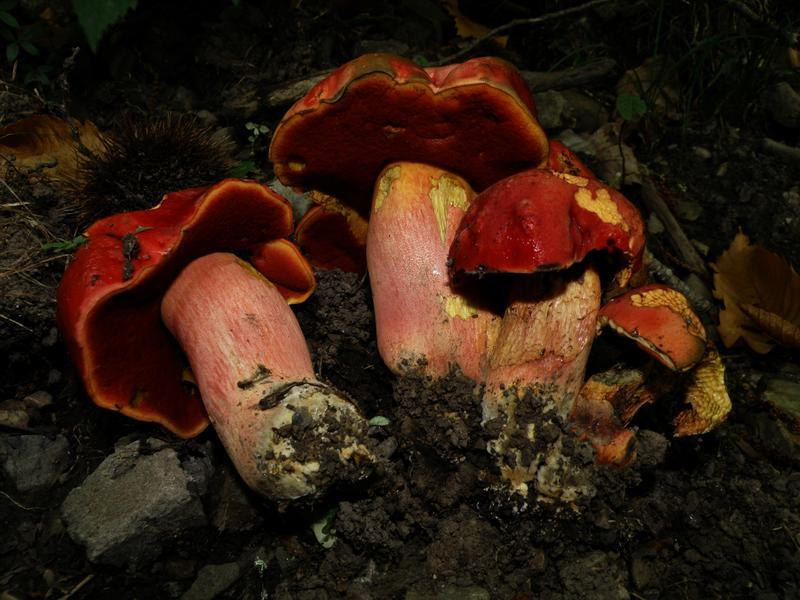
Hřib Dupainův Boletus dupainii
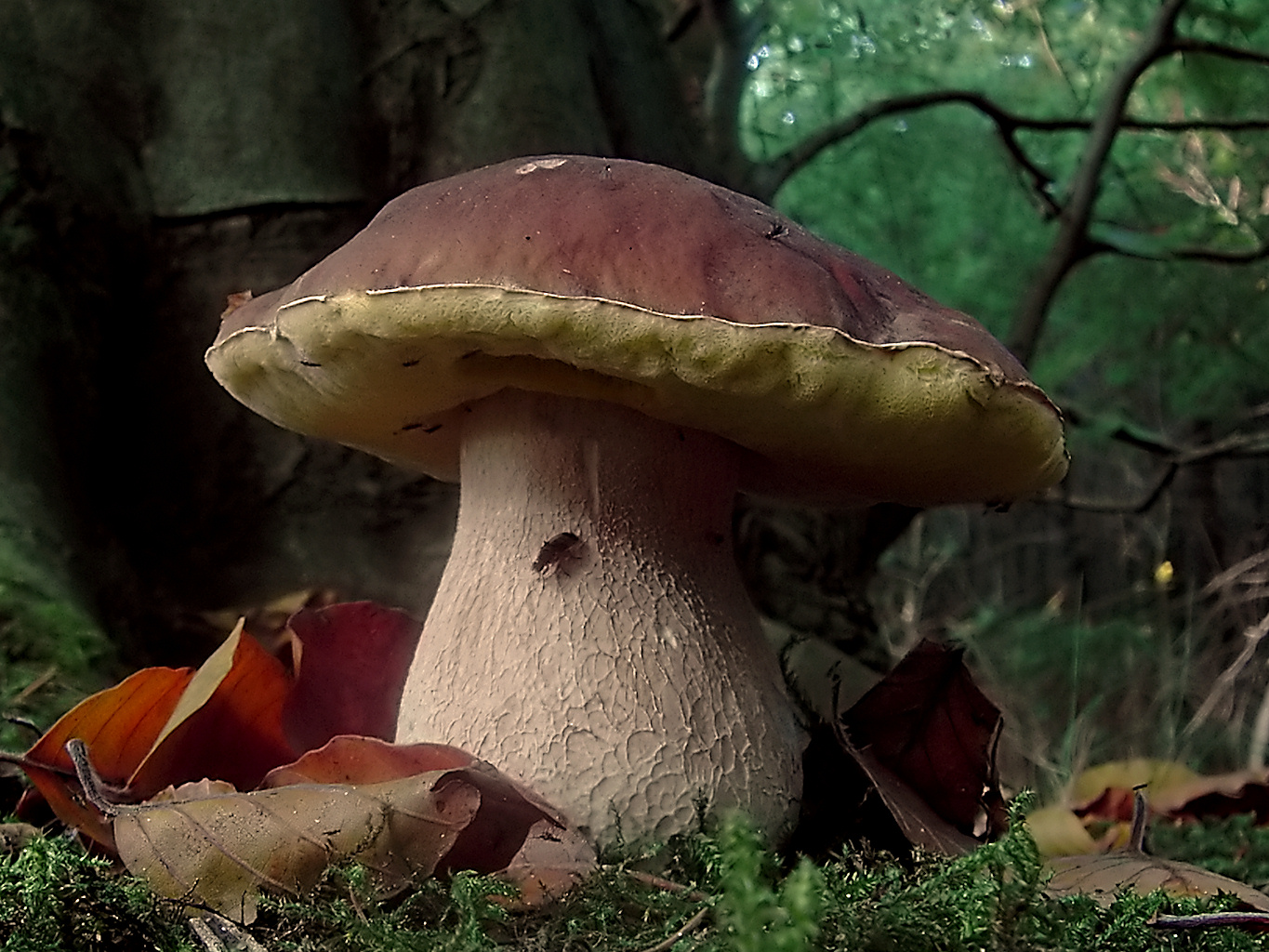
Hřib smrkový Boletus edulis
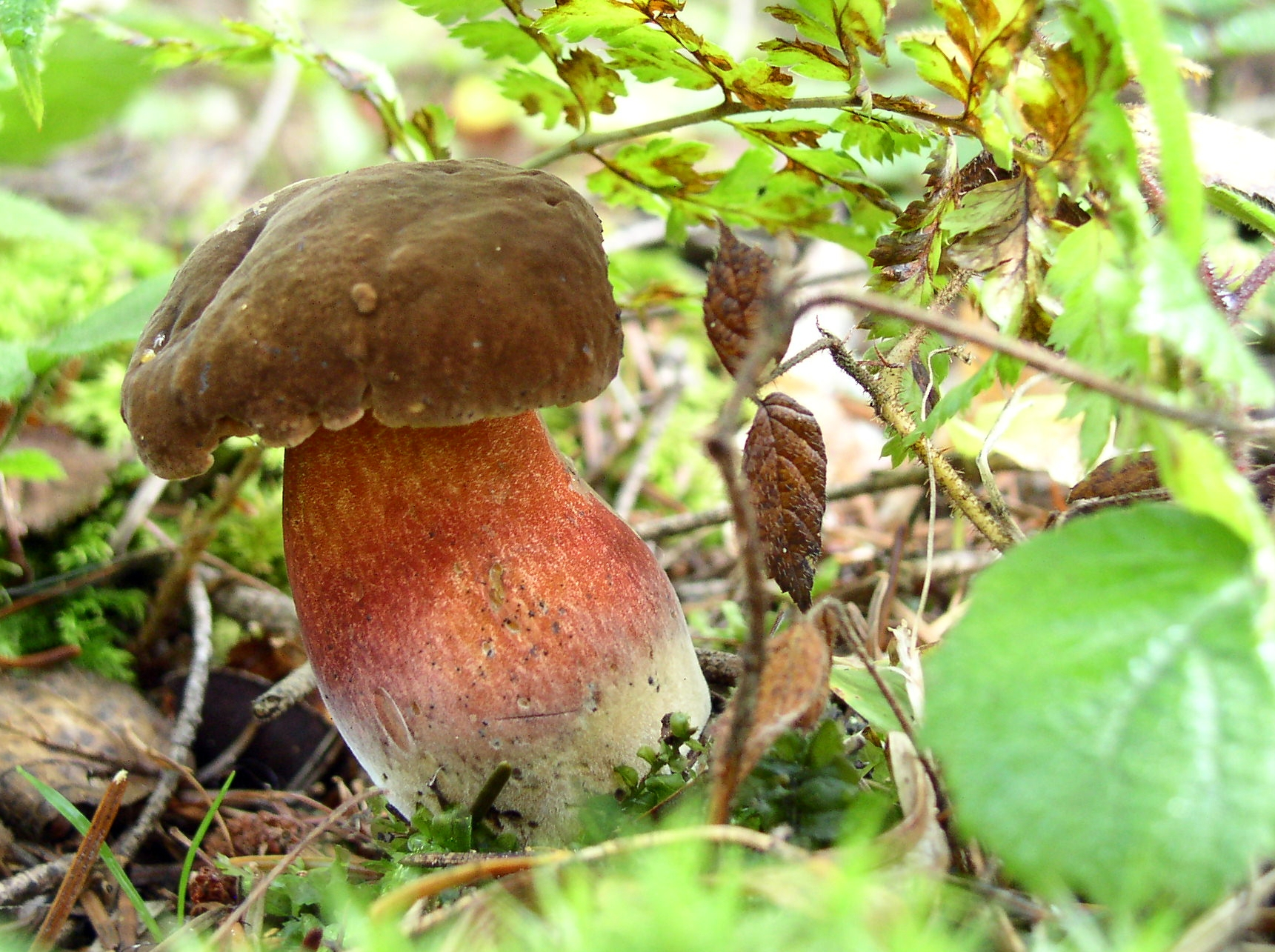
Hřib kovář Boletus luridiformis
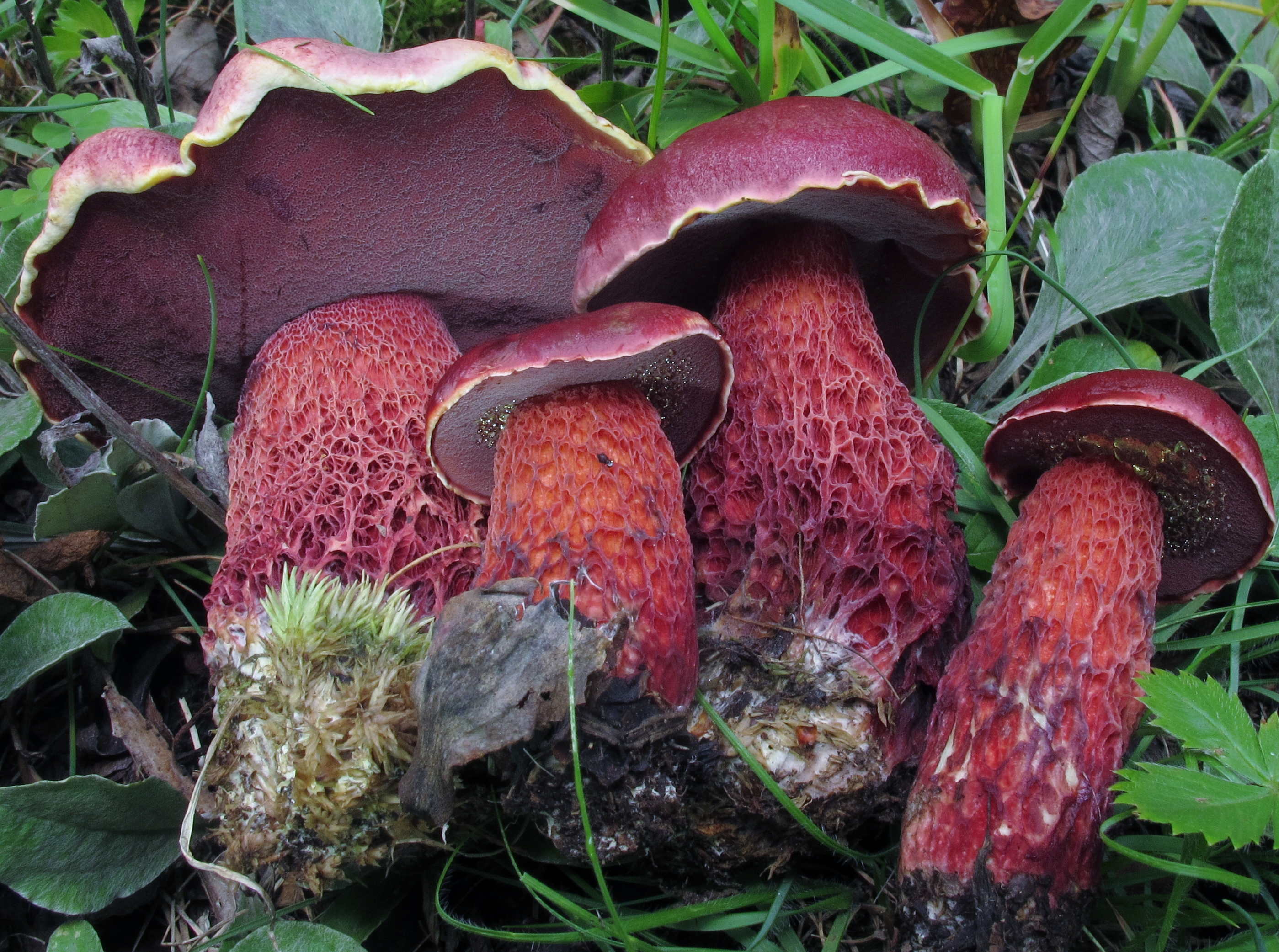
Boletus frostii
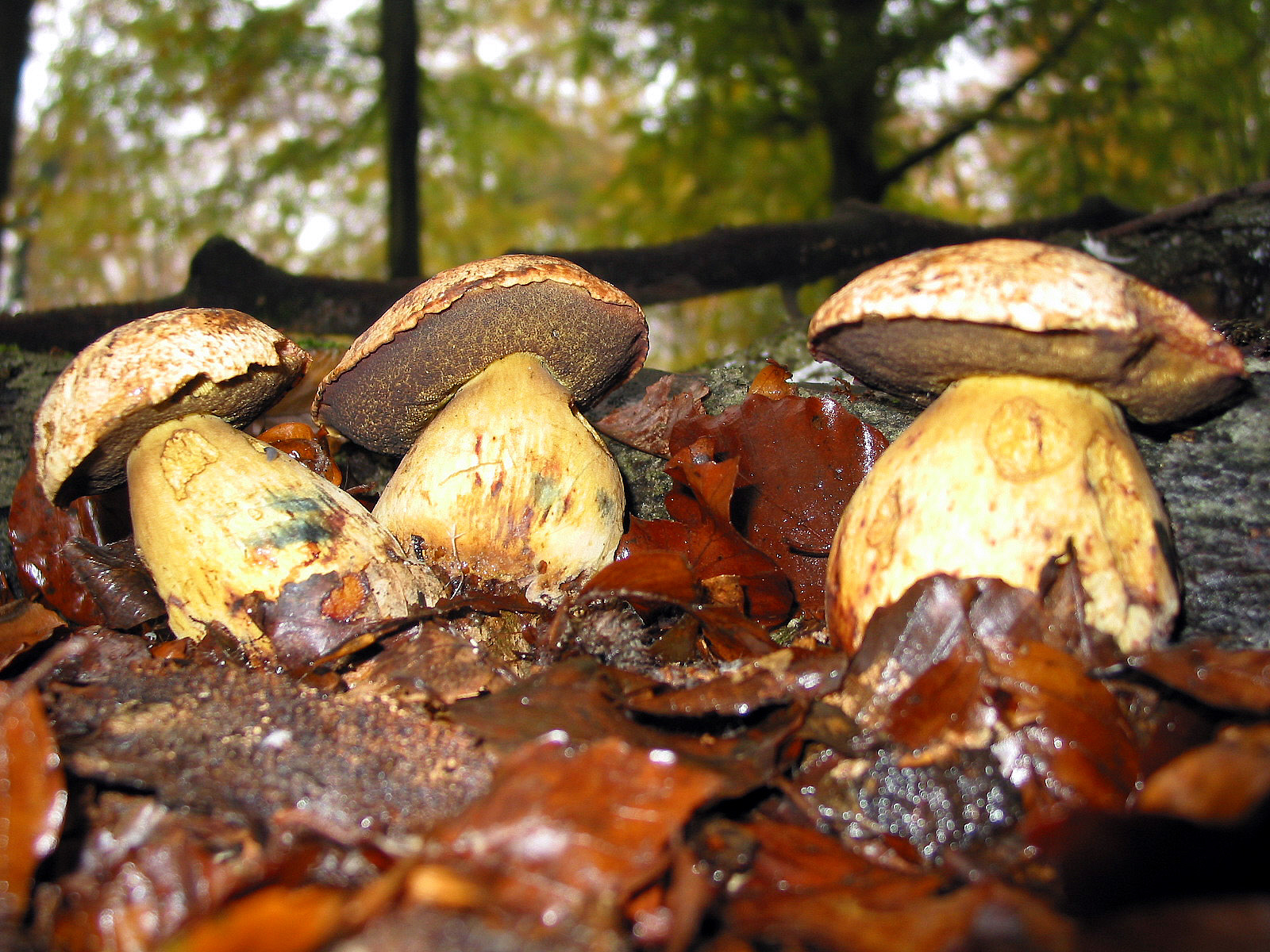
Hřib žlutý Boletus junquilleus
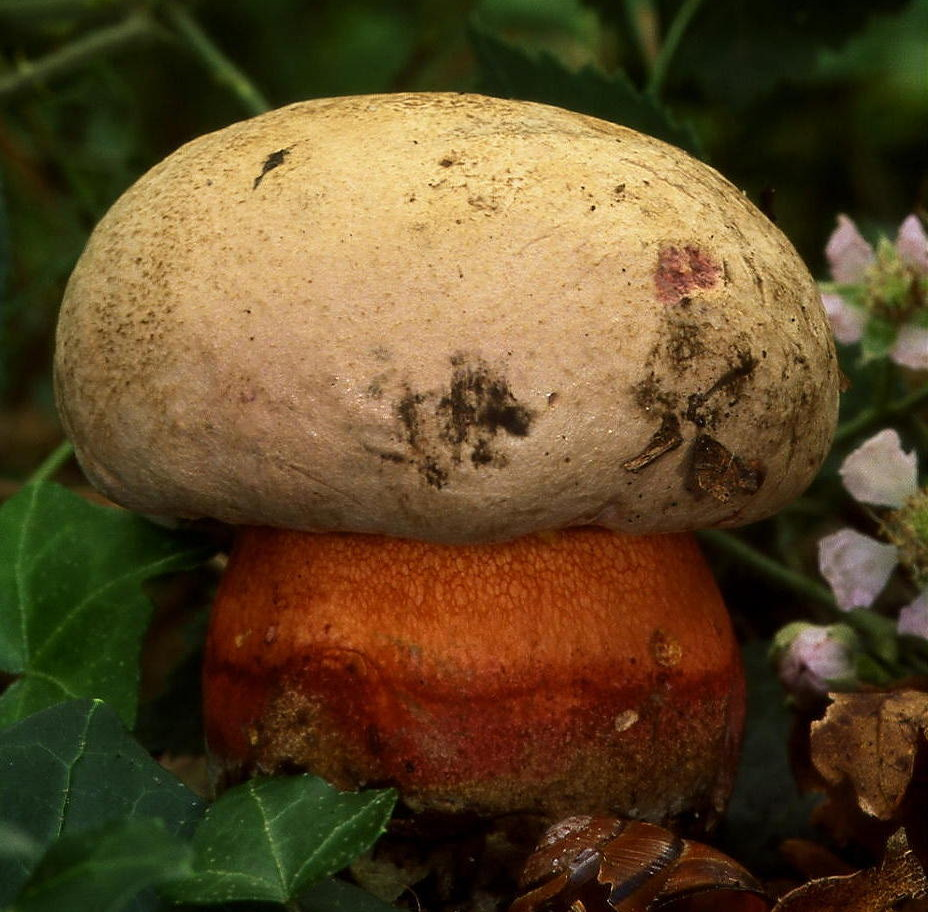
Hřib Le Galové Boletus legaliae
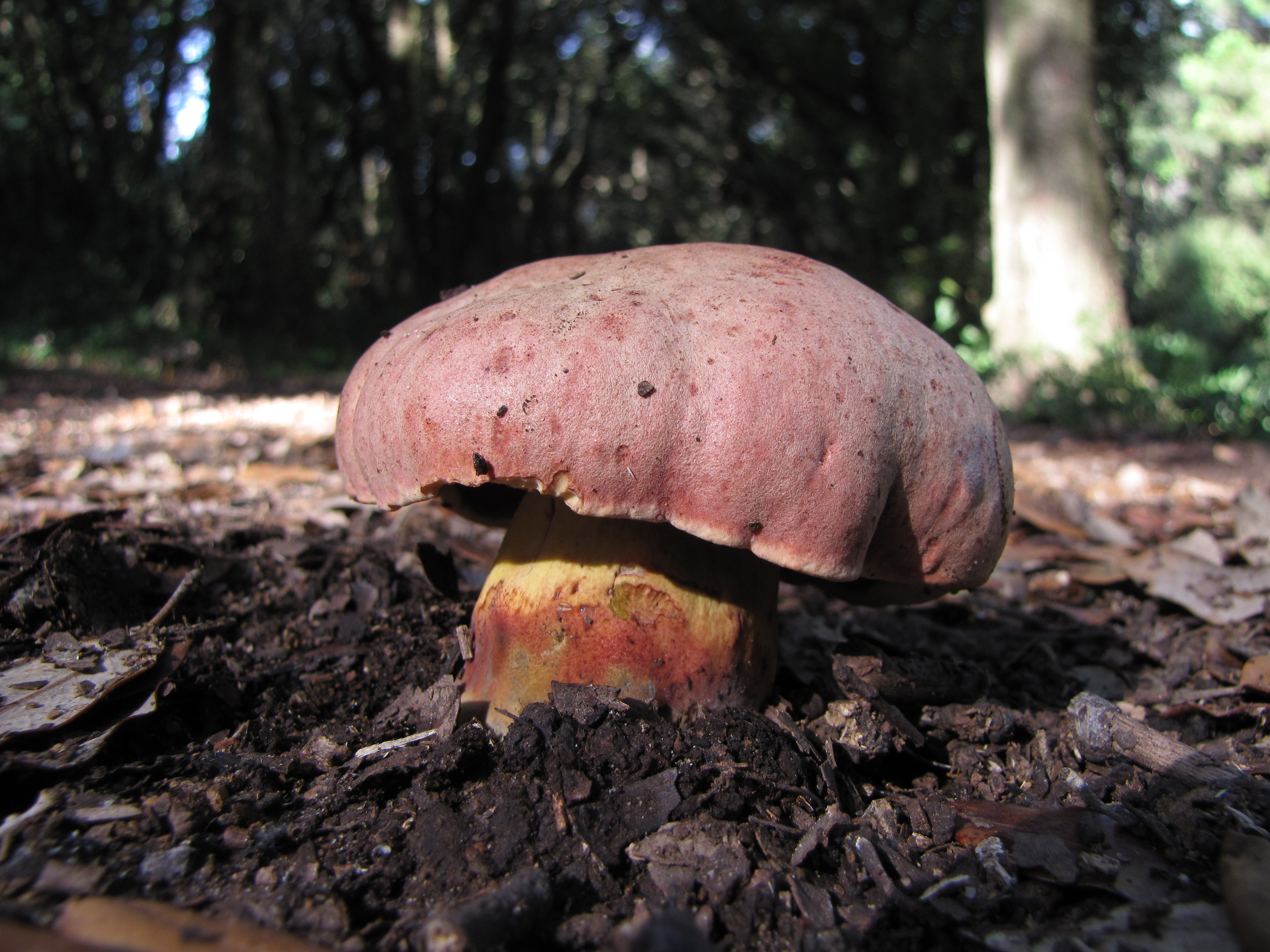
Hřib vlčí Boletus lupinus
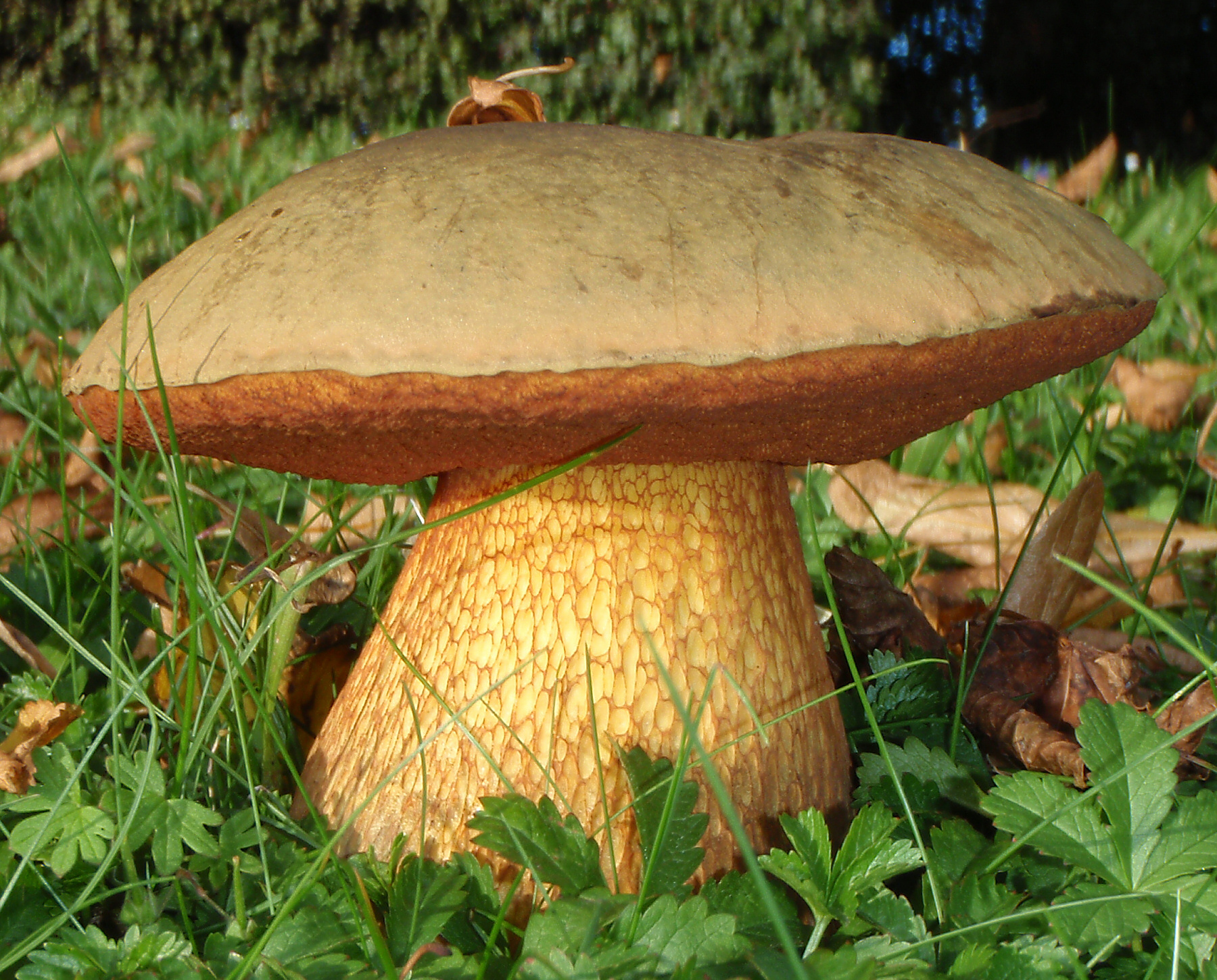
Hřib koloděj Boletus luridus
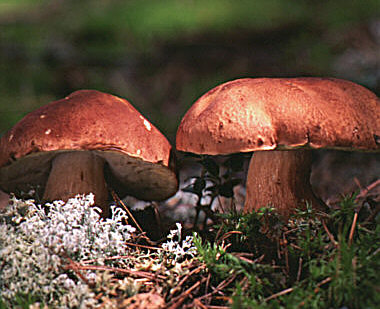
Hřib borový Boletus pinophilus
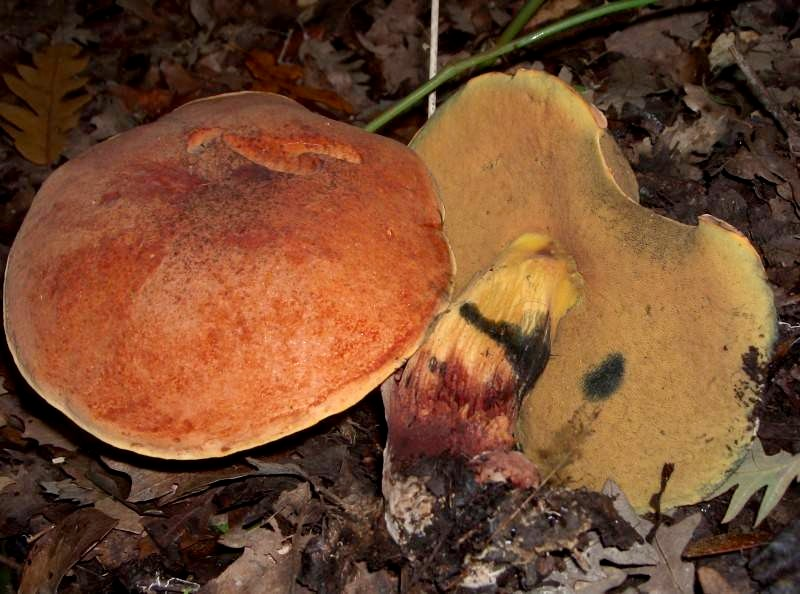
Hřib Quéletův Boletus queletii
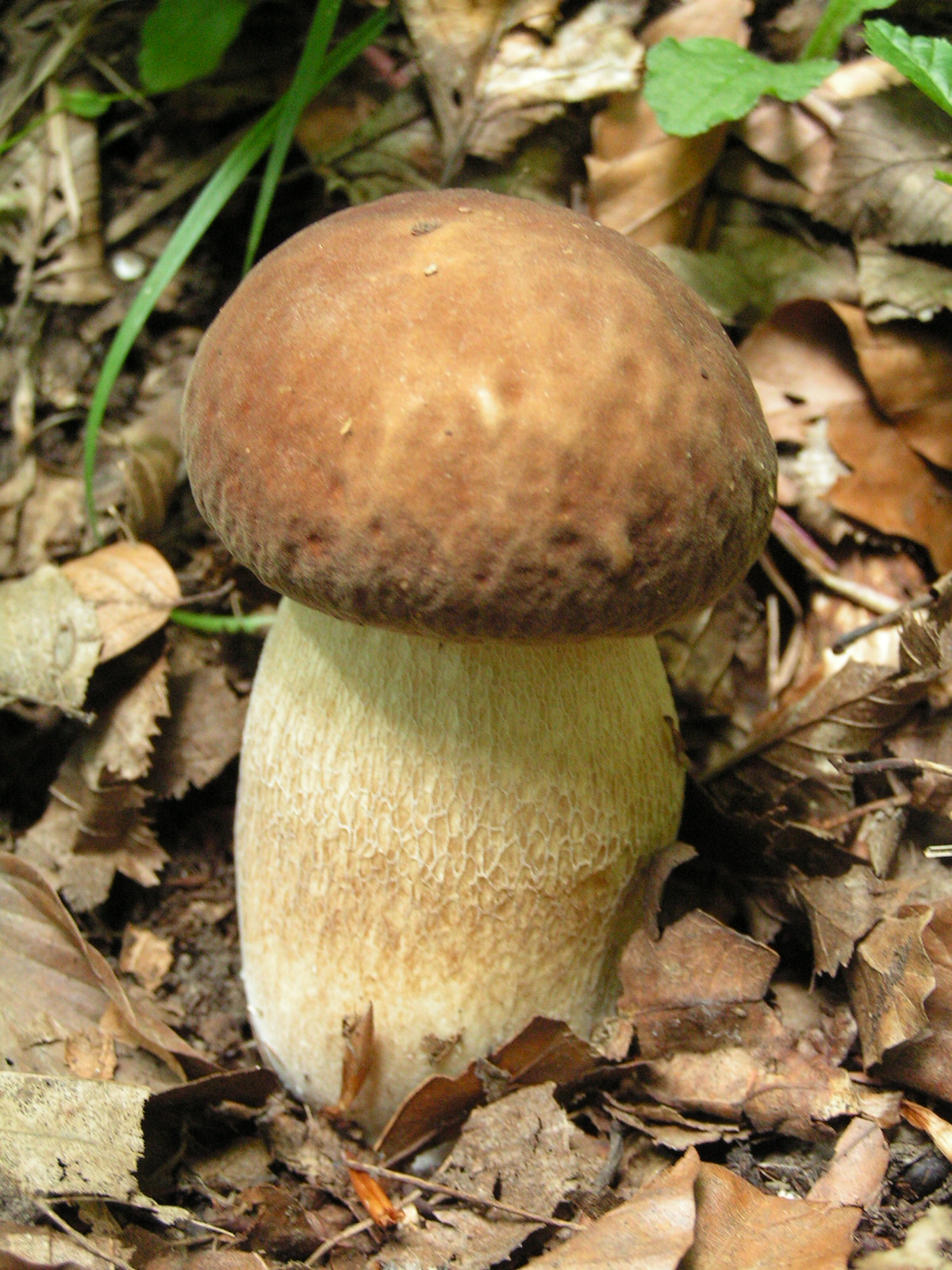
Hřib dubový Boletus reticulatus
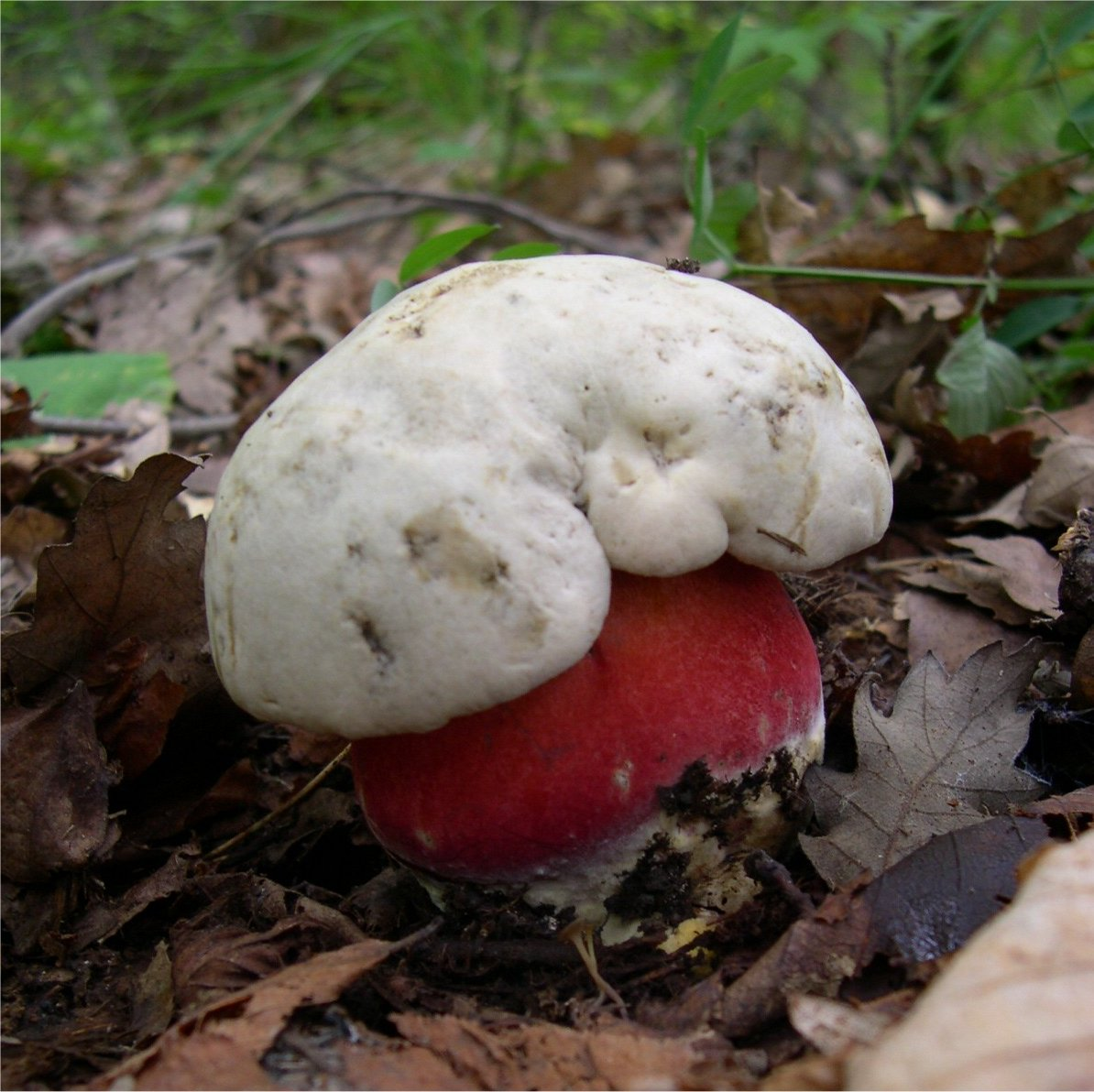
Hřib satan Boletus satanas
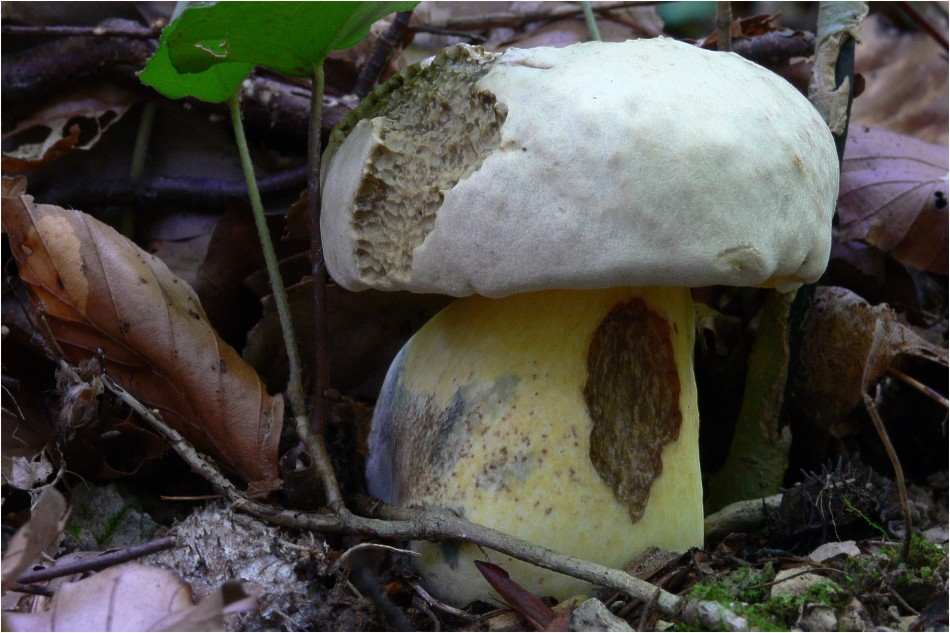
Hřib medotrpký Boletus radicans
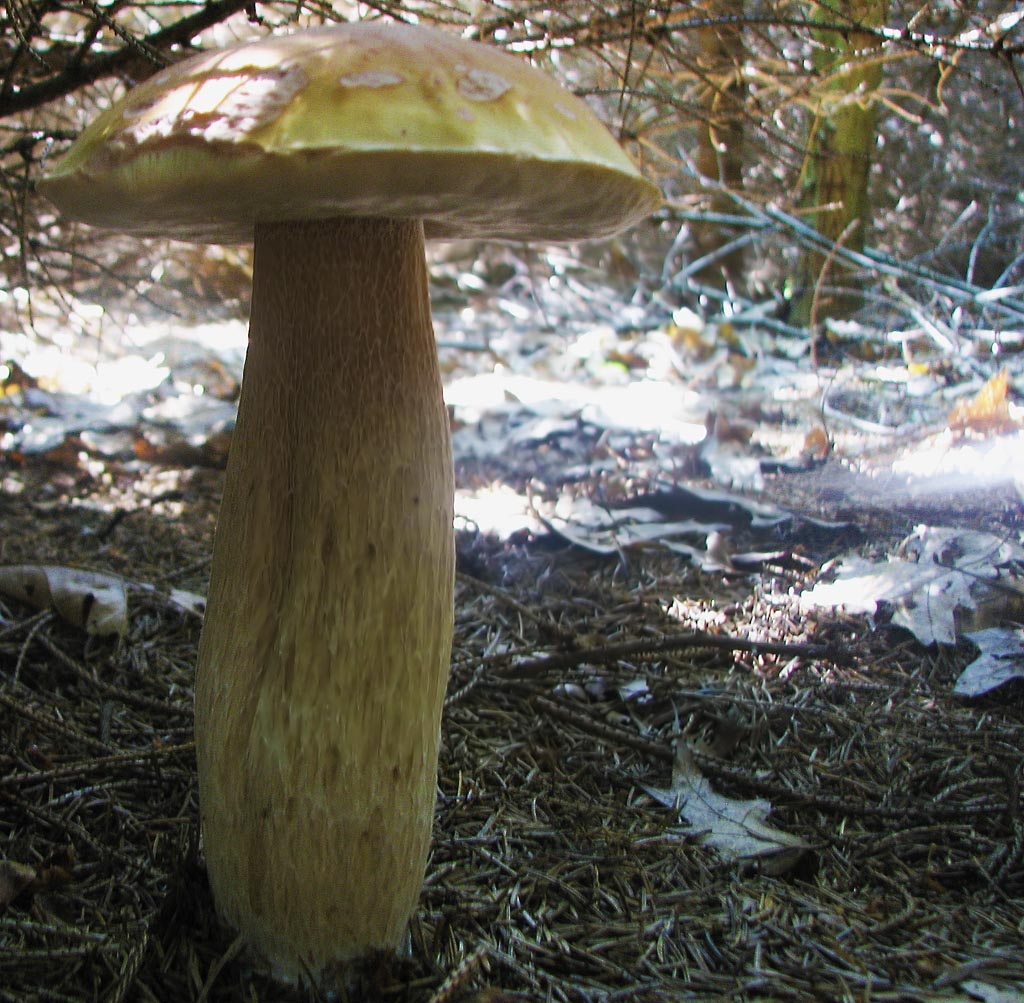
Hřib citronový Boletus citrinus
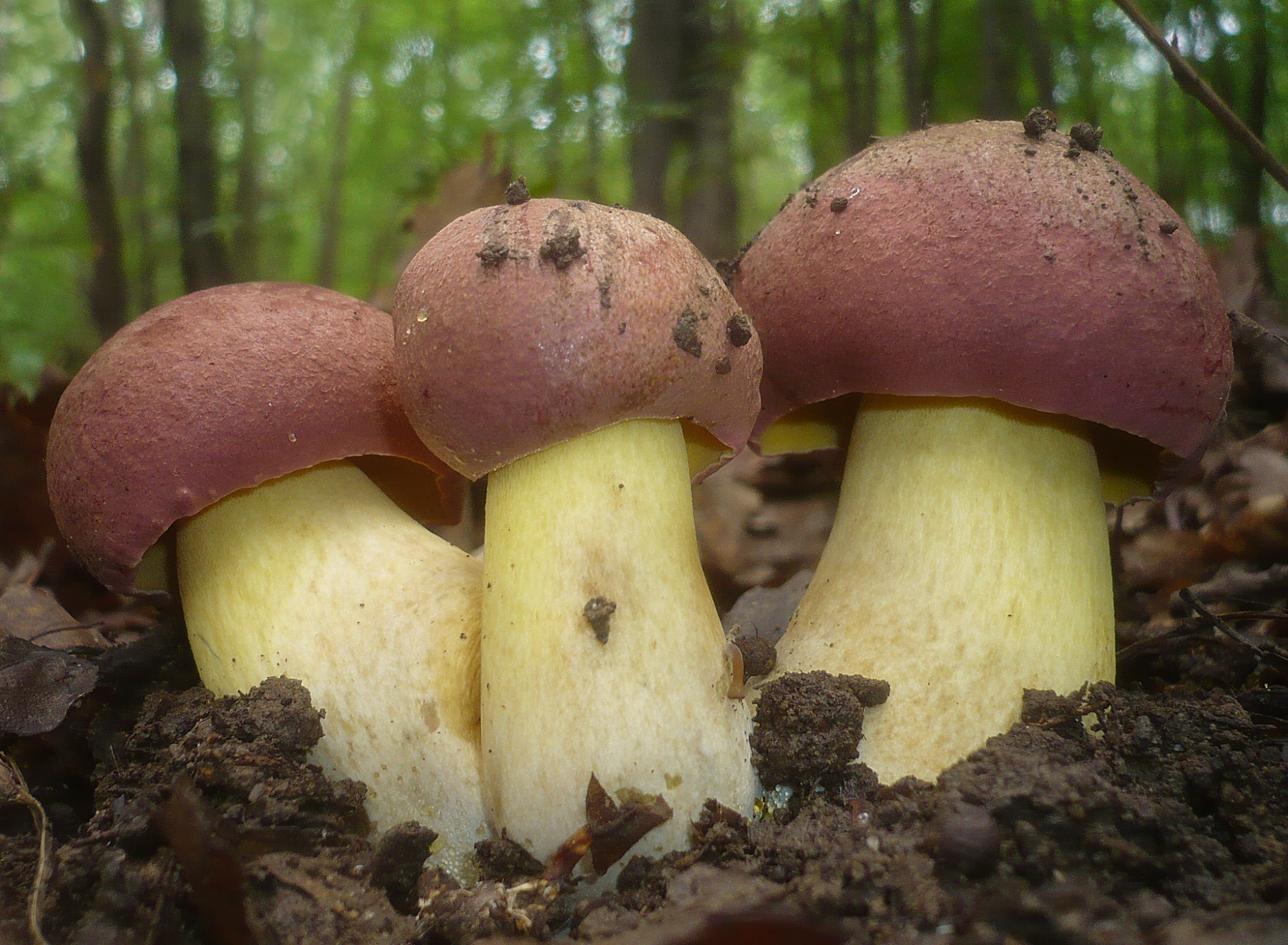
Hřib růžovník Boletus fuscoroseus